# Jim Blinn
James F. Blinn (nascido em 1949) é um cientista da computação estadunidense que se tornou conhecido por seu trabalho como especialista em computação gráfica no Laboratório de Propulsão a Jato (JPL) da National Aeronautics and Space Administration (NASA), onde criou animações para as missões Voyager e Galileo, seu trabalho na série documental Cosmos de 1980 de Carl Sagan e recebeu um Emmy por seu trabalho, e a pesquisa do modelo de sombreamento Blinn–Phong. Ele também é autor de vários livros e artigos sobre computação gráfica. Atualmente trabalha na Microsoft Research como pesquisador sênior.